# کلیدر
کِلیدَر () بلندترین اثر محمود دولت‌آبادی است که در حدود سه هزار صفحه و ده جلد به چاپ رسیده و روایت زندگی یک خانوادهٔ کرد ایرانی است که به سبزوار خراسان کوچانده شده‌اند. داستان کلیدر که متأثر از فضای ملتهب سیاسی ایران پس از جنگ جهانی دوم است بین سال‌های ۱۳۲۵ تا ۱۳۲۷ روی می‌دهد. کلیدر نام کوه و روستایی در شمال شرقی ایران است.
دولت‌آبادی گفته است نوشتن کلیدر را از حدود بیست و هفت یا بیست و هشت سالگی شروع کرده و تا چهل و دو سالگی روی آن کار کرده است.
کلیدر که «سرنوشت تراژیک رعیت‌های ایرانی و قبایل چادرنشین را در دوره‌ای که سیاست زور حاکم است به تصویر می‌کشد» بر اساس حوادث واقعی نگاشته شده و به شرح سختی‌ها و رنج‌هایی روا رفته بر خانوادهٔ کَلمیشی می‌پردازد.
دولت‌آبادی از کلیدر به عنوان یک آرزوی مهم یاد می‌کند و آن را «یک یادگاری برای مردم آیندهٔ ما» می‌نامد. کلیدر را می‌توان نقطهٔ اوج رشته آثار پیشین دولت‌آبادی به حساب آورد، که اغلب آنان داستان‌هایی کوتاه دربارهٔ مردم زجرکشیده و رنجور دهات خراسان است.

## پیش‌زمینه و نوشتن
کِلیدَر نام کوهی مابین شهرهای سبزوار، نیشابور، و قوچان در خراسان است. دولت‌آبادی رمان کلیدر را بر اساس داستان واقعی گل‌محمد نوشته است. وقتی که سرانجام اربابان و حکومت با تیرباران گل‌محمد به ماجراجویی‌ها و یاغی‌گری‌های این قهرمان مردمی سبزوار پایان دادند، دولت‌آبادی پسربچه‌ای بود با پنج یا شش سال سن. دوران کودکی او آکنده بود از ذکر اشعار و داستان‌هایی که به مدح و مرثیه‌سرایی گل‌محمد می‌پرداختند. توصیفات بسیاری از روستاها و مکان‌ها در رمان کلیدر دقیق‌اند و بسیاری از شخصیت‌های رمان بر اساس اشخاص واقعی ساخته شده‌اند. اما نباید رمان کلیدر را زندگی‌نامهٔ واقعی گل‌محمد پنداشت؛ کلیدر پیش و بیش از آنکه یک زندگی‌نامه باشد یک رمان است و نویسنده هرگاه که مناسب دیده خیال را با واقعیت پیوند زده است. یکی از مهم‌ترین تغییرات داده شده، آوردن زمان داستان به چندین سال بعد است به نحوی که داستان در سال ۱۳۲۵ یعنی پس از پایان غائلهٔ آذربایجان آغاز می‌شود و در سال ۱۳۲۷ پس از تلاش نافرجام برای ترور محمدرضا پهلوی، آخرین شاه ایران، پایان می‌یابد. از آنجایی که دولت‌آبادی قصد داشته حزب توده را در ماجرای داستان دخیل کند، این چارچوب زمانی را مناسب‌تر دیده است.
دولت‌آبادی خود بومی همان منطقه‌ای است که ماجرای داستان در آن رخ می‌دهد. دوران کودکی او با دشواری و مشقت فراوانی سپری شده و انواع و اقسام کارهای طاقت‌فرسا از جمله کار بر روی زمین سخت کویر و پینه‌دوزی و کار حشم و . . . را تجربه کرده است. توصیفات او از رنج و فقر دهقانان آنچنان طبیعی و قانع‌کننده است که به آسانی می‌توان فهمید این توصیفات از تجربهٔ واقعی خود نویسنده نشأت گرفته است زیرا که با خیال‌پردازی نمی‌توان به چنین توصیفات واقع‌بینانه‌ای رسید.

## خلاصهٔ داستان
مارال، دختر جوان کرد، اسبش را به سوی زندان شهر می‌تازاند تا پدر و نامزدش، دلاور، را که هر دو در حبس‌اند ملاقات کند. شخصیت‌های اصلی داستان همگی به هنگام دیدار مارال از زندان شهر و بازگشت به نزد عمه‌اش، بلقیس، معرفی می‌شوند. بلقیس و شوهرش، کلمیشی، سه پسر و یک دختر به نام‌های خان‌محمد، گل‌محمد، بیگ‌محمد، و شیرو دارند. خشک‌سالی شدید امرار معاش این خانواده را که غالباً متکی بر چوپانی است، دشوار کرده و آنان را به دیمی‌کاری که محصول و سود قابل‌توجهی ندارد واداشته است.
گل محمد، پسر دوم خانواده است که به‌تازگی از خدمت اجباری سربازی بازگشته و همسری به نام زیور دارد. او و مارال عاشق یکدیگر می‌شوند و گل‌محمد مارال را به همسری می‌گیرد. این ازدواج تخم عداوت و مخاصمه را در دل دلاور، نامزد سابق مارال، می‌کارد. با گذشت داستان، تنش‌ها و کشمکش‌ها میان طایفه‌ها و خانواده‌های مختلف تشدید می‌شود و در میان این منازعات و دشمنی‌ها، گل‌محمد در حین دفاع از خود، حاج حسین چارگوشلی، یکی از مال‌دارهای اسم و رسم دار روستایی را به قتل می‌رساند. پس از وقوع این حادثه، دو امنیه به بهانهٔ وصول مالیات گلّه‌هایی که وجود نداشت و در اصل برای تحقیق در رابطه با جنایت انجام‌گرفته به نزدیکی آن منطقه می‌آیند. گل‌محمد که به اصل ماجرا پی برده بود امنیه‌ها را می‌کشد و جسدشان را می‌سوزاند. گل‌محمد دستگیر و زندانی می‌شود، اما سرانجام به کمک ستار از زندان می‌گریزد. ستار فعال سیاسی و عضو حزب توده است که در منطقه زیر پوشش یک پینه‌دوز به فعالیت سیاسی می‌پردازد و در رؤیاهایش گل‌محمد را رهبر آینده و بالقوهٔ قیام مردمی ایران می‌بیند. گل‌محمد پس از فرار به‌ناچار زندگی مخفیانه‌ای را پیش می‌گیرد.

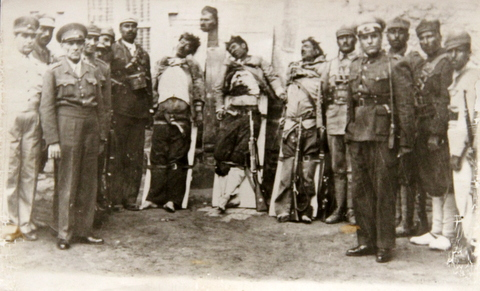
عکس یادگاری جهن‌خان با پیکرهای بی‌جان گل‌محمدها. جنازه‌ها از راست: صبرو، گل‌محمد، سر بریدهٔ خان‌عمو (علیخان)، بیگ‌محمد و جهند براهوئی (سردار جهن) در سمت چپ جنازه‌ها

گل‌محمد و یارانش به جنگ با ارباب‌ها و خان‌ها که دهقانان فقیر و عشایر را مطیع خود کرده‌اند و از آن‌ها سوءاستفاده می‌کنند می‌پردازند. افسانه‌ها پیرامون گل‌محمد و یاران مسلحش به‌سرعت در سرتاسر منطقه می‌پیچد و گل‌محمد که اندک‌اندک به چهره‌ای محبوب نزد مردم تبدیل می‌شود، در نقش قهرمان آنان ظاهر می‌شود. برای گل‌محمد دشواری‌ها تازه شروع شده است، دلشورهٔ حفظ قهرمانی مشکل‌تر از قهرمان‌شدن است. فشارهای روانی گل‌محمد را غرق در تردید، سراسیمگی، سردرگمی، و تشویش درونی می‌کند. گل‌محمد احساس می‌کند که به آخر خط رسیده و پایان کارش نزدیک است. با تلاش نافرجام یکی از اعضای حزب توده برای ترور محمدرضا پهلوی، آخرین شاه ایران، ورق برمی‌گردد. حزب توده به محاق سیاسی فرومی‌رود و از هرگونه فعالیت رسمی منع می‌شود. اوضاع سیاسی جامعه دستخوش تغییراتی بنیادین می‌شود و دهقانان رنج‌کشیده‌ای که روزی برای ایستادگی در برابر اربابان زورگو هم‌قسم شده بودند، یکی پس از دیگری شانه خالی می‌کنند. اربابان و مقامات حکومتی در نهایت موفق می‌شوند تا ناآرامی‌ها و شورش‌ها را بخوابانند و رمان کلیدر با کشته‌شدن گل‌محمد و تقریباً تمامی کسانی که به نحوی با خانوادهٔ کلمیشی مرتبط بودند به پایان می‌رسد. ستار نیز که برخلاف دستورالعمل‌های حزب توده هم‌پای گل‌محمد جنگیده بود، کشته می‌شود.

## سبک و زبان
کلیدر به سبک واقع‌گرایی نوشته شده است و نویسنده به‌طور ضمنی ادعا می‌کند که وقایع و شخصیت‌های داستان، همه بر پایهٔ واقعیت‌اند. به‌کارگیری واژگان و اصطلاحات شیرین محلی تلاشی برای اثبات این مدعاست. گفتگوهای مابین شخصیت‌های داستان نیز کمابیش طبیعی است. اما در وصف‌ها زبان دولت‌آبادی غالباً زبان شعر است، یعنی آکنده از استعاره و مجاز و سایر آرایه‌های ادبی. احسان یارشاطر، ادیب و استاد دانشگاه کلمبیا، قدرت دولت‌آبادی را در همین وصف‌ها و زبان شعری او می‌بیند و معتقد است دولت‌آبادی با مهارت کامل توانسته احساس شاعرانه و قدرت تخیل را در نثر خود مهار کند و با پیوند زدن خیال و واقعیت، حکایتی خلق کند که افراد و رویدادهای آن واقعی‌اند اما اوصاف آن‌ها شاعرانه و خیال‌انگیز. یارشاطر کلیدر را حماسه‌ای می‌بیند «با تصاویر پربار شعری در جامهٔ نثر».
با این وجود، نثر آهنگین و حماسه‌مانند رمان، لحن غزل‌وار آن در توصیف صحنه‌های احساسی، خودمانی بودن شخصیت‌های داستان، تبعیت از سبک نقالی‌های سنتی، طولانی و حجیم بودنش، تنوع در شخصیت‌های رنگارنگ آن، به تصویر کشیدن جنبه‌های فراموش شده یا در حال تغییر فرهنگ و فولکلور منطقه و نحوهٔ نگرش آن به دوره‌ای از تاریخ سیاسی و اجتماعی ایران، همگی در موفقیت و محبوبیتِ همچنان پایدار کلیدر تأثیرگذار بوده‌اند.
کلیدر برخلاف ساختار نوین و اغلب مبهمِ سبک اکثر داستان‌های مدرن فارسی، از ساختار کلاسیک رمان‌نویسی تبعیت می‌کند. با وجود طولانی بودن و تعدد شخصیت‌ها و حوادث روی داده در کلیدر، خواننده به راحتی با داستان ارتباط برقرار می‌کند و نیازی به بازسازی ترتیب زمانی رخداد وقایع که اغلب گیج‌کننده و مشکل‌سازند، احساس نمی‌کند.
برخلاف آثار نویسندگانی چون صادق چوبک که بازتولید فارسی محاوره‌ای (تغییر نثر نوشته بر اساس شخصیت‌ها) در نثرشان خواننده را با مشکل مواجه می‌کند؛ سبک روایی سنتی کلیدر به همراه مهارت دولت‌آبادی در به‌کارگیری گویش گفتاری به گونه‌ای که رمان، نثری مشابه فارسی نوشتاری استاندارد داشته باشد طیف گسترده‌تری از خوانندگان را به سوی کلیدر جذب کرده است.
زبان داستان با استاندارهای متعارف و معمول مکتب واقع‌گرایی که در آثار پیشین نویسنده منجمله جای خالی سلوچ به چشم می‌خورد، سازگاری ندارد. زبان کلیدر شیواتر شده و کاربرد واژگان و اصطلاحات فارسی خراسانی به غنای آن افزوده است. بافت نثر آن اکثراً از واژگانی با اصالت فارسی تشکیل شده است و تنها لغاتی از زبان عربی در آن به کار رفته که دیگر جزء جدایی‌ناپذیری از زبان فارسی محسوب می‌شوند.
قدرت و استحکام بخش‌های قوی کلیدر، ناشی از تجربهٔ شخصی و مستقیم نویسنده از زندگی روستایی و شهری در همان منطقه‌ای است که داستان ماجرا در آن رخ می‌دهد. صحنهٔ درو و برداشت محصول در چمن‌قلعه، یا صحنهٔ حمام عمومی در شب نوروز، یا صحنهٔ مراسم ازدواج در خانهٔ بابقُلی بُندار همگی بسیار طبیعی و متقاعدکننده می‌باشند و در واقع به بهترین شیوه‌ای نوشته شده‌اند که می‌توان یک رمان واقع‌گرایانه را نوشت. استفادهٔ دولت‌آبادی از اصطلاحات محلی خراسان تا حدی رنگ و بوی خلوص و نابی زبان را به کلیدر داده است البته به این قیمت که خواننده در ابتدا احساس می‌کند که باید مکرراً به واژه‌نامهٔ پایان کتاب رجوع کند. اما اگر خواننده خواندن رمان را تا جلد پنجم ادامه دهد به گنجینه‌ای ارزشمند از اطلاعات و آگاهی دربارهٔ شیوهٔ رفتار و گفتار مردم در یکی از مهم‌ترین مناطق ایران دست خواهد یافت.
دولت‌آبادی داستان را با سرعت یکنواختی پیش می‌برد، شخصیت‌ها را با ظرافتی مثال‌زدنی ترسیم می‌کند حتی با در نظر گرفتن این نکته که او زیاد به ویژگی‌های فیزیکی شخصیت‌ها نمی‌پردازد. از فلش‌بک و تک‌گویی بهره می‌برد و زبردستانه گفتگوهای بین شخصیت‌ها را تنظیم می‌کند. کلیدر در مجموع اثر موفقی است اما نه از هر لحاظ. تعدد شخصیت‌ها و زیاده‌نویسی و اطناب به کلیدر آسیب وارد کرده است. تعداد زیادی شخصیت در کلیدر وجود دارد که برای روایت داستان اصلی نیازی به آن‌ها نبوده و حتی برخی برای داستان‌های فرعی رمان هم ضروری به نظر نمی‌رسند.
اما مهم‌ترین تصمیمی که نویسنده گرفته شخصیت‌پردازی کردن گل‌محمد به عنوان یک قهرمان اسطوره‌ای و روایت کردن داستان او نه به شکل خلاصه و منسجم بلکه در خلال منظره‌ای فراخ از رویدادهای اجتماعی و اقتصادی است؛ و از این روست که در کلیدر تعداد کثیری شخصیت، پس‌زمینه‌های مختلف (محیط شهری، روستایی، و ایلاتی)، صحنه‌های گوناگون، و توصیفات طویلی آفریده شده است؛ و همچنین از این روست که دولت‌آبادی نوعی زبان روایی را برای نقل کلیدر به کار برده که از هر لحاظ متفاوت از تمامی نوشته‌های پیشین است؛ و در همین نکته است که نقاط قوت و ضعف این اثر حماسه‌ای نهفته است.

## درون‌مایه
هستهٔ اصلی کلیدر سرگذشت تراژیک جوانی یاغی به نام گل‌محمد است که در نقش رابین هود ظاهر شده و برای رهایی دهقانان ستم‌کش از ظلم و جور اربابان و خانان دیوسیرت علیه حکومت به پا می‌خیزد اما دیری نمی‌پاید که نهضت او از درون شکست می‌خورد و سرانجام او و همراهانش به مرگ با رگبار مسلسل ختم می‌شود. اما رمان در فضایی بسیار پرشاخ‌ و برگ‌تر و فراخ‌تر از این هستهٔ اصلی روی می‌دهد به‌گونه‌ای که نزدیک به ۱۰۰ شخصیت مختلف برای نقش‌آفرینی در فضای فراخ داستان خلق شده‌اند.
درون‌مایهٔ کلیدر همچون اغلب آثار دولت‌آبادی مبارزه برای حصول عدالت اجتماعی و بازداشتن ظلم از قشرها ضعیف و ستم‌دیدهٔ جامعه و رسیدن به مدینهٔ فاضله‌ای است که در آن نعمت‌ها و مواهب زندگی به طرز منصفانه‌ای بین اعضای جامعه تقسیم شده است؛ بنابراین کلیدر علاوه بر آفرینش ادبی، درون‌مایه‌هایی سیاسی و اجتماعی نیز دارد و نویسنده در آن خواستار تغییرات اساسی در وضعیت و نحوهٔ ادارهٔ جامعه است. اما دولت‌آبادی آنقدر واقع‌گرا هست که عدم موفقیت جنبش چپ در ایران را به گردن دولت‌مردان و عوامل بیگانه نیندازد بلکه به پای جهل و ترس و طمع و دورویی خود مردم بگذارد. دولت‌آبادی با خلق کلیدر عزم آن دارد که جوامع روستایی و ایلیاتی را در دوره‌ای به تصویر بکشد که تغییرات اجتماعی به‌سرعت در حال وقوع است. شاید در آن دوره و زمانه در جامعه‌ای طبقه‌محور و پیچیده چون جامعهٔ کلیدر، مبارزهٔ مسلحانه بهترین شیوهٔ مبارزه نباشد. شاید دوره و زمانهٔ مبارزهٔ دهقانی به سر رسیده باشد و تغییرات اجتماعی سریع در مناطق شهری، روستاها را نیز متأثر از خود کرده باشد. شاید اگر حزب توده نقش فعالانه‌تری در سازمان‌دهی و آموزش مردم ایفا می‌کرد و همهٔ کارها را بر دوش گل‌محمد نمی‌گذاشت، سرانجامی خوش‌تر برای نهضت گل‌محمد رقم می‌خورد.
به نوشتهٔ کامران تلطف، آثار محمود دولت‌آبادی نمونه‌های بارزی از گرایش ادبیات متعهد به کم‌کردن شکاف موجود بین ادراک‌های گوناگون از مفهوم انقلاب است. داستان‌های کوتاه و رمان‌های او اوضاع و احوال طبقات ستمدیده، به‌ویژه دهقانان و کارگران روستایی را به تصویر می‌کشد. شخصیت‌هایی که او می‌آفریند، فارغ از گرایش‌های مذهبی‌شان، قربانی شرایط اجتماعی جامعه هستند. ویژگی‌های طبقاتی تمامی شخصیت‌های او مطابق با مدل‌های مارکسیستی از جامعهٔ طبقاتی و ماتریالیسم تاریخی می‌باشند. او نخبگان و بورژوازی‌ها، دهقانان، پرولتاریا، و روشنفکران را مطابق با تعاریف کلاسیک و متعارفشان نمایش می‌دهد و اما در این امر به‌اندازهٔ کافی واقع‌گرایانه عمل می‌کند تا اگر نیاز بود شخصیت‌های معینی را مذهبی جلوه دهد. به عقیدهٔ تلطف، کلیدر که زندگی و مبارزهٔ طبقاتی در خراسان را به تصویر می‌کشد، نمونهٔ اعلای نگرش دولت‌آبادی به ادبیات متعهد است. در کلیدر دهقانان، خرده‌بورژوازی‌های شهری، و روشنفکران، چه مسلمان چه نامسلمان، در مبارزه علیه اربابان و سرمایه‌داران و نیروهای ستمگر حامی آنان با یکدیگر متحد می‌شوند. دولت‌آبادی تمامی این شخصیت‌ها را مطابق با طبقهٔ اجتماعی‌شان و جایگاهشان در رابطه با مسائل سیاسی اجتماعی ترسیم می‌کند.
به نوشتهٔ تلطف، حتی از آنجایی که داستان در دههٔ ۵۰ نوشته شده است اهمیت سیاسی بیشتری پیدا می‌کند. دولت‌آبادی همچون برخی دیگر از روشنفکران خواهان تغییر در نظام سیاسی از طریق عمل بود. اگر آن‌ها به خاطر وجود شرایط شدید مستبدانه در جامعه، نمی‌توانستند آزادانه دربارهٔ ماهیت اقدامات لازم برای ایجاد تغییر به بحث بنشینند، اما می‌توانستند در افسانه‌ها و آثارشان به این قبیل موضوعات بپردازند. وقتی که دولت‌آبادی گل‌محمد را در نقش یک یاغی مسلح ترسیم می‌کند، خود در اندیشهٔ یک مبارزهٔ مسلحانه در جامعهٔ واقعی است. در کلیدر گروهی سی نفره طی سلسله نبردهایی موفق می‌شوند برای مدتی دشمن را از پای درآورده، باعث شوند که تعداد زیادی از دهقانان و کارگران به نهضت گل‌محمد بپیوندند. نهضت گل‌محمد از پشتیبانی گروه‌های انقلابی شهری متشکل از کارگران و دانش‌آموزان به رهبری اکبر آهنگر برخوردار می‌شود و این همان چیزی است که گروه‌های انقلابی چپ‌گرا در اواخر دههٔ ۴۰ و دههٔ ۵۰ آرزویش را داشتند.
اسلام به عنوان یک الگووارهٔ سیاسی یا یک نیروی ایدئولوژیک، نقشی مثبت یا منفی در کلیدر بازی نمی‌کند. اگرچه ادراک سیاسی دولت‌آبادی با نوشته‌های کلاسیک مارکس هماهنگ است و هر دو اقتصاد، نه مذهب، را نیرومحرکهٔ رفتارها و اقدامات اجتماعی می‌دانند اما او با اسلام سر ستیز ندارد. اعتقادات او دقیقاً منطبق بر تحلیل طبقهٔ انقلابی چپ‌گرا در عصر خویش بود که افراد مذهبی را نیروهایی بالقوه برای ایفای نقش در انقلاب می‌دیدند و به پیوستن آن‌ها به نهضت مردمی برای براندازی طبقهٔ حاکم امید بسته بودند؛ بنابراین دولت‌آبادی در کسوت نویسندهٔ ادبیات متعهد، از مخالفت آشکار با اسلام یا حتی بحث در این باره خودداری کرده است. در آثار او شخصیت‌ها مذهبی هستند اما اعتقادات مذهبی‌شان تنها در ارتباط با خدا و ائمهٔ اطهارشان نمود پیدا می‌کند.
به نوشتهٔ تلطف، فعالان ادبی به عنوان جزئی از جامعهٔ بزرگ‌تر مخالف شاه، در قبال پیش بردن جنبش مسلمانان ستم‌کش احساس مسئولیت می‌کردند. آنان به ارتباط عمیق شهادت و نمونهٔ اعلای آن، یعنی واقعهٔ کربلا، پی بردند. گذشته از آن در رمان‌های سوسیالیستی، قهرمانان داستان آنچنان به جنبش مورد علاقه‌شان اعتقاد قلبی دارند که از شهادت در راه آن هیچ ابایی ندارند. وقایع تاریخی کربلا مفهوم شهادت را در اندیشهٔ سیاسی شیعه تقویت کرده و به آن قداست و وجهه‌ای الهی بخشیده بود. فلذا هم فعالان سیاسی سکولار و هم نویسندگان زبان فارسی مدرن، از مفهوم شهادت و حتی از ذکر درگذشت حسین بن علی برای برانگیختن احساس گناه و شورش عمومی استفاده کرده‌اند. در صحنهٔ پایانی کلیدر نیز نیروهای حکومتی، گل‌محمد و اکثر همراهان کلیدی‌اش را قتل‌عام می‌کنند، درست مشابه شهادت حسین بن علی و اکثر اعضای خانواده‌اش در صحرای کربلا. دولت‌آبادی از این تشابه برای برانگیختن احساسات خصومت‌آمیز مردم نسبت به حکومت بهره برده است. همان‌طور که در تعزیه‌ها و مجالس روضه‌خوانی، شهادت حسین نقطهٔ اوج ماجرا را شکل می‌دهد، کلیدر نیز در مرحلهٔ کشتار به اوج خود می‌رسد. افزون بر این، رمان در تلاش برای رساندن دو پیام است: اول اینکه اگرچه مبارزهٔ مسلحانهٔ گل‌محمد با شکست مواجه شد، اما آرمان‌هایش، روحش، و جنبشش برای گسترش عدالت همچنان باقی ماند، درست همان‌طور که آرمان‌های حسین بن علی و جنبشش ادامه یافتند؛ دوم آنکه کلیدر به صورت ضمنی خودش را به عنوان جایگزینی برای داستان کربلا مطرح می‌کند. دولت‌آبادی به صورت غیرمستقیم و کاملاً ناخصومت‌برانگیز در تلاش است تا با خلق کلیدر از اهمیت واقعهٔ کربلا بکاهد و در حافظهٔ خوانندگان معاصر جایگاهی ابدی برای کلیدر دست‌وپا کند.

## نقد
بسیاری از جنبه‌های رمان دولت‌آبادی تحسین منتقدان را برانگیخت. پیچیده به تصویر کشیدن شخصیت‌های داستان که نقش حقیقی آن‌ها از طریق ویژگی‌ها و ظاهرشان آشکار می‌شود، توصیفات واضح و دقیق، توانایی فوق‌العادهٔ دولت‌آبادی در تجسم بخشیدن به ویژگی‌های فیزیکی، اجتماعی و سیاسی منطقه، خلق ریتم‌های زبانی و اوج‌گیری‌های تدریجی آن به منظور برجسته نمودن لحظه‌های دراماتیک داستان از نقاط قوت محمود دولت‌آبادی در خلق کلیدر به‌شمار می‌آیند.
مفسرین، کلیدر را نقطهٔ عطفی در تاریخ ادبیات مدرن فارسی می‌دانند؛ بدان حد که یکی از مفسرین، کلیدر را «حماسهٔ زوال» می‌خواند. نگارش کلیدر، محمود دولت‌آبادی را به کسب جایزهٔ نوبل ادبیات بسیار نزدیک کرد. با این حال دولت‌آبادی تاکنون به کسب آن نائل نشده است.
همهٔ منتقدان با تحسین‌ها و تمجیدهای طرفداران کلیدر موافق نیستند. هوشنگ گلشیری، داستان‌نویس برجسته، یکی از اولین منتقدان جلدهای آغازین کلیدر بود. گلشیری معتقد بود تکنیک‌های سنتی داستان‌گویی شفاهی با احتیاجات و بایسته‌های ژانر رمان هم‌خوانی و سازگاری ندارد و بر این باور بود که کلیدر سیر قهقرایی را در تاریخ تکامل رمان‌نویسی مدرن فارسی پیموده است. مهشید امیرشاهی پیکان تیز انتقادهایش را به سوی تحسین‌شده‌ترین جنبهٔ رمان، یعنی زبان آن نشانه گرفته است و از نادرست بودن دستورهای زبانی، تلفظ‌ها و املای واژگان کلیدر انتقاد می‌کند. استفاده از اصطلاحات انگلیسی و فرانسوی توسط شخصیت‌های رمان که دایرهٔ واژگانشان احتمالاً خالی از آن وام‌واژه‌هاست و حتی زمان‌پریشی‌های زبانی از دیگر انتقادات امیرشاهی نسبت به اثر تحسین‌شدهٔ کلیدر است. جمال میرصادقی عقیده دارد، زبان روایی کلیدر که با وام گرفتن از واژگان کلاسیک تاریخ بیهقی آراسته شده با وجود زیبایی‌های زبانی «اغلب با موضوع‌های ساده و مضامین روستایی داستان هماهنگی ندارد».

## انتشار
رمان کلیدر با ۲٬۸۳۶ صفحه بزرگ‌ترین رمان فارسی است که در ده جلد و پنج مجلد قطور به چاپ رسیده است. اولین جلد آن در سال ۱۳۵۷ و آخرین آن در سال ۱۳۶۳ منتشر شد. در سال ۱۳۶۳ مجموعهٔ کامل پنج جلدی کلیدر و همچنین مجموعهٔ تکمیلی سه جلدی آن برای کسانی که پیشتر دو جلد آغازین را خریده بودند، عرضه شد. دو مجلد نخست پیش از بیرون آمدن سه مجلد پایانی هر کدام ۲۰٬۰۰۰ نسخه فروخته بودند و پس از انتشار سه مجلد پایانی، در عرض کمتر از پنج سال ۲۰٬۰۰۰ نسخهٔ کامل (مجموعهٔ پنج‌جلدی) و ۷٬۰۰۰ نسخهٔ تکمیلی (مجموعهٔ سه جلدی) دیگر نیز از آن به فروش رفت. حق تألیفی که به جهت نگارش رمان نصیب دولت‌آبادی شد، اعلام نشده است اما شایعه‌ها حکایت از اختصاص حق تألیف ۵٬۰۰۰٬۰۰۰ تومانی به او دارد. این حق تألیف آنقدر بوده که خانوادهٔ دولت‌آبادی به کمک آن به خانه‌ای بزرگ‌تر و مجلل‌تر در شمال شهر تهران نقل مکان کند. کلیدر پس از انتشار رکورد حجیم‌ترین، پرفروش‌ترین، و گران‌ترین حق تألیف برای یک رمان را شکست.
به گفتهٔ دولت‌آبادی کلیدر دو سال در انتظار دریافت مجوز در وزارت ارشاد اسلامی ماند و سید محمد خاتمی وزیر ارشاد وقت با مشورت با مقامات بالاتر مجوز انتشار آن را دریافت کرد. به گفتهٔ او بهاءالدین خرمشاهی، کامران فانی و جواد فریدزاده برای صدور مجوز کلیدر تلاش کردند.
کلیدر به سرعت محبوبیت یافت و حتی پیش از انتشار جلدهای پایانی سروصداهای زیادی در محافل آکادمیک و روشن‌فکری به راه انداخت. جلدهای اول تا ششم کلیدر در همان روزهای پرتلاطم انقلاب ۱۳۵۷ منتشر شد و با این وجود، خیلی خوب به فروش رفت. پیش از انتشار کامل دورهٔ ده جلدی کلیدر در سال ۱۳۶۳، بیست هزار نسخه از آن فروخته شد.
دولت‌آبادی خود گفته است که پیش‌نویس کلیدر را پیش از آنکه برای چاپ به بنگاه نشر بدهد به هیچ‌کس دیگری حتی نشان هم نداده است. کریم امامی از این موضوع احساس تأسف می‌کند و می‌گوید که به‌نظرش می‌توان حجم کلیدر را به یک‌چهارم حجم اصلی تقلیل داد بدون آنکه زیانی متوجه آن بشود.

## ترجمه
ترجمهٔ آلمانی رمان کلیدر توسط زیگرید لطفی، همسر آلمانی محمدحسن لطفی، در سال ۱۹۹۹ در زوریخ منتشر شد. ترجمهٔ بلوچی آن توسط واحدبخش بادپا انجام گرفت و پس از درگذشتش در ۱۴۰۰ منتشر شد.
همچنین سیامند شاسواری کلیدر را به کُردی سورانی ترجمه کرده که در سال ۲۰۱۲ توسط انتشارات سَردَم در سلیمانیه در کردستان عراق به چاپ رسیده است.

## یادبودها
در سال ۱۳۹۸، خیابان تازه‌تأسیس سهراب ۴ معروف به گل‌افشانی در شهر سبزوار با تصویب شورای شهر به خیابان کلیدر تغییر نام یافت. به گفتهٔ برخی نویسندگان ایرانی، این اولین بار در ایران است که نام یک رمان رسماً بر یک خیابان گذاشته می‌شود.
محمدرضا درویشی به پیشنهاد انتشارات فرهنگ معاصر در زمستان ۱۳۸۵ و بهار ۱۳۹۶ قطعه‌ای هشت قسمتی نوشت و آن را تیر ۱۳۸۵ با ارکستر سمفونیک ناسیونال اوکراین ضبط کرد.

## برای مطالعهٔ بیشتر
- اسحاقیان، جواد (۱۳۸۳). کلیدر: رمان حماسه و عشق. تهران: نشر گل‌آذین. شابک ۹۶۴-۷۷۰۳-۰۶-۶.